# Lamholmen (Fitjar)
Ne doit pas être confondu avec Lamholmen (Bergen), Lamholmen (Bømlo), Lamholmen, Lamholmen (Lindås) ou Lamholmen (Alver).
Lamholmen est une commune et une île dans le landskap Sunnhordland du comté de Vestland. Elle appartient administrativement à Fitjar.

## Géographie
Rocheuse et désertique, à fleur d'eau, elle s'étend sur environ 198 m de longueur pour une largeur approximative de 86 m.  